# Fabien Roussel
Fabien Roussel (Béthune, 16 aprile 1969) è un politico francese, segretario nazionale del Partito Comunista dal 2018.

## Biografia
In occasione delle elezioni legislative del 2017 è stato eletto all'Assemblea nazionale per il ventesimo collegio del dipartimento del Nord, avendo ottenuto al ballottaggio il 63,88% dei voti a fronte del 36,12% del candidato del Fronte Nazionale. Ha quindi aderito al Gruppo della Sinistra democratica e repubblicana.
Nel 2018 è divenuto segretario nazionale del Partito Comunista Francese, succedendo a Pierre Laurent.
Candidatosi alle elezioni presidenziali del 2022, si è piazzato all'ottavo posto col 2,28% dei voti.